# Frank C. Englmann
Frank Clemens Englmann (* 1. März 1955 in München) ist ein deutscher Ökonom.

## Leben
Englmann wurde als Sohn eines Journalisten und einer Apothekerin geboren. Er studierte von 1973 bis 1978 Volkswirtschaft und Politikwissenschaft an der Eberhard Karls Universität Tübingen (Diplom-Volkswirt). Danach war er Mitarbeiter bei Erwin Scheele (1928–1990) am Wirtschaftswissenschaftlichen Seminar der Universität Tübingen und wurde 1984 mit der Dissertation Konjunktur und ungleichschrittiges Wachstum in Sraffa-Leontief-Systemen zum Dr. rer. pol. promoviert. 1989 habilitierte er sich in Tübingen mit einer von Scheele-Nachfolger Adolf Wagner betreuten Arbeit (Technischer Fortschritt. Diffusion, Erträge und Beschäftigung).
Seit 1991 ist er als Nachfolger von Wolfgang Franz Inhaber des Lehrstuhls für Volkswirtschaftslehre an der Universität Stuttgart und dort derzeit Geschäftsführender Direktor des Instituts für Volkswirtschaftslehre und Recht (IVR) (ehemals: Institut für Sozialforschung). Von 2006 bis 2013 war er Dekan der Fakultät Wirtschafts- und Sozialwissenschaften. 
Von 2007 bis 2009 war er Vorsitzender des Wirtschafts- und Sozialwissenschaftlichen Fakultätentages. Englmann ist Kuratoriumsmitglied des Instituts für Angewandte Wirtschaftsforschung.

## Auszeichnungen
- 1978: Preis der Industrie- und Handelskammer Mittlerer Neckar
- 1984: Preis der Industrie- und Handelskammer Mittlerer Neckar

## Monografien
- Konjunktur und ungleichschrittiges Wachstum in Sraffa-Leontief-Systemen (= Europäische Hochschulschriften. Reihe 5: Volks- und Betriebswirtschaft. Nr. 510). Lang, Frankfurt am Main u. a. 1984, ISBN 3-8204-5462-4.
- Technischer Fortschritt. Diffusion, Erträge und Beschäftigung (= Tübinger Wirtschaftswissenschaftliche Abhandlungen. Band 32). Mohr (Siebeck), Tübingen 1989
- Makroökonomik. Kohlhammer, Stuttgart 2007, ISBN 978-3-17-019190-7.